# Zoanthidae
Zoanthidae Rafinesque, 1815 è una famiglia di esacoralli dell'ordine Zoantharia.

## Descrizione
A differenza degli altri zoantari gli adulti di questa famiglia non mostrano incrostazioni di sabbia o altri detriti nelle loro pareti. Al pari degli altri zoantari del sottordine Brachycnemina, il quinto paio di mesenteri è incompleto.
Le larve, note come zoanthinae, sono pelagiche; misurano 2,5–3 mm e hanno un aspetto vermiforme, con file di ciglia che si estendono dall'estremità orale a quella aborale; hanno una colorazione giallastra, e nuotano con rapidi movimenti rotatori a "cavaturacciolo".

## Biologia
Tutte le specie della famiglia contengono zooxantelle endosimbionti del genere Symbiodinium.
Alcune specie del genere Zoanthus  producono la palitossina, una delle biotossine marine più tossiche finora note: se ingerita è in grado di provocare nell'uomo una  potente vasocostrizione, con conseguente ischemia miocardica che può portare sino all'arresto cardiaco. Sono stati segnalati casi di reazioni più lievi per semplice contatto con zoantari contenuti in acquario.

## Distribuzione e habitat
La famiglia è distribuita nelle acque tropicali e sub-tropicali dell'oceano Atlantico e dell'Indo-Pacifico.

## Tassonomia
La famiglia comprende i seguenti generi:
- Acrozoanthus Saville-Kent, 1893
- Isaurus Gray, 1828
- Zoanthus Lamarck, 1801